# Tatiana Sorokko
Tatiana Sorokko (en russe : Татьяна Сорокко) est un mannequin américain d'origine russe, journaliste de mode et collectionneuse de haute couture, née le 26 décembre 1971. Elle a défilé pour les plus grands stylistes et maisons de couture du monde, figuré en couverture des premiers magazines de mode et est devenue la première top-model russe de l'ère postsoviétique connue au niveau mondial. Après sa carrière de mannequin, elle a collaboré à des magazines comme le Vogue, Vanity Fair et Harper's Bazaar. Son style particulier et sa collection de vêtements de haute couture historiquement importants ont été présentés dans des expositions de musées en Russie et aux États-Unis,.

## Enfance
Fille de chercheurs nucléaires, Tatiana Sorokko a passé son enfance à Arzamas-16 (maintenant appelé Sarov), une communauté de recherche nucléaire ultra secrète de l'Union soviétique. En 1989, pendant que Tatiana Sorokko étudiait la physique à l'Institut moscovite de physique et de technologie, elle a été découverte par Marilyn Gauthier, propriétaire de l'agence parisienne de mannequins Marilyn Agency, et invitée à Paris.

## Carrière
Tatiana Sorokko s'est alors installée à Paris, et, moins de deux semaines après, a défilé pour Dior et Yves Saint Laurent et a posé pour Guy Bourdin, photographe français influent, pour Harper's Bazaar. Tatiana, qui mesure 1,80 m et a les yeux bleus, a défilé pour Givenchy, Chanel, Lanvin, Yves Saint Laurent, Christian Lacroix, Gianfranco Ferré, Claude Montana, Jean Paul Gaultier, Alexander McQueen, Comme des Garçons, Issey Miyake, Yohji Yamamoto, Armani, Fendi, Gianni Versace, Roberto Cavalli, Prada, Calvin Klein, Vivienne Westwood, Marc Jacobs, Bill Blass, Ralph Lauren, Oscar de la Renta, Donna Karan et d'autres couturiers et marques de premier plan. Elle a souvent posé pour des couvertures et grands articles de magazines européens et américains comme le Vogue, W, Elle, Harper's Bazaar, Glamour et Cosmopolitan et bien d'autres.
Tatiana Sorokko s'est installée en Californie en 1992. Malgré son travail de mannequin de par le monde, elle a poursuivi ses études d'histoire de la mode à l'Academy of Art University de San Francisco. Elle est apparue avec Brad Pitt dans une publicité pour Acura Integra et brièvement dans le film Prêt-à-porter de Robert Altman.
Quand Vogue a lancé sa publication russe de Vogue en décembre 2001, Tatiana Sorokko est devenue sa correspondante à l'étranger et rédactrice. Auteur de Télégramme de Tatiana Sorokko, colonne mensuelle appréciée consacrée à ses commentaires sur la mode et le style, elle a traité d'un grand nombre de personnalités et de sujets brûlants. Elle a également contribué au magazine Vanity Fair italien, pour lequel elle a organisé et dirigé des séances de photos avec des personnalités célèbres. En janvier 2005, elle a pris les fonctions de rédactrice pour Harper's Bazaar américain. Parmi les personnalités notables que Tatiana Sorokko a interviewées figure Nancy Pelosi, Speaker de la Chambre des représentants des États-Unis. Elle a dirigé des séances de photos glamour pour les stylistes de mode Ralph Lauren à Moscou et Donatella Versace et sa fille Allegra Beck, les vedettes de cinéma Elizabeth Taylor et Joan Collins, et le sénateur américain John McCain et son épouse Cindy, entre autres,.
Tatiana Sorokko a figuré dans la liste des « 50 personnes et choses qui font de Moscou un joyau » de l'édition moscovite de Time Out magazine. Elle a été invitée à se produire avec Orchestre national de Russie pendant sa tournée aux États-Unis et a narré la première représentation du quintette à vent de Wolfs Tracks composé par Jean-Pascal Beintus à la Phillips Collection à Washington, D.C. Dans sa critique, le Washington Post a signalé qu'« une grande et blonde top model a recueilli tous les applaudissements pour Wolf Tracks ».
Tatiana Sorokko collectionne des articles de haute couture et des bijoux anciens. Elle a souvent donné ou prêté des pièces de sa collection à divers musées, dont le Metropolitan Museum of Art de New York, le San Francisco De Young Museum, le Phoenix Art Museum et le musée du Fashion Institute of Technology de New York,. Elle est souvent invitée à donner des conférences sur des sujets de mode et de style dans les Fine Arts Museums of San Francisco, le Phoenix Art Museum et l'Academy of Art University de San Francisco. Elle a également été plusieurs fois l'invitée d'honneur de la fameuse émission télévisée américaine de Martha Stewart pour parler d'un certain nombre de sujets allant de la cuisine, à la mode en passant par sa collection d'articles de couture,.

## Expositions de musée
En avril 2010, le Musée Russe de la Mode de Moscou a honoré Tatiana Sorokko avec une grande exposition Extending the Runway: Tatiana Sorokko Style. L’installation présentait plus de quatre-vingts vêtements et accessoires de la collection personnelle, principalement de haute couture, de Tatiana Sorokko. Un livre relié du même nom a été publié pour accompagner la collection et comprenait un préambule écrit par Glenda Bailey rédactrice de Harper's Bazaar, et des articles de Ralph Rucci (en), styliste de mode, Marco Glaviano (en), photographe, et Dennita Sewell, conservatrice chargée de l'exposition. L'exposition est venue de Moscou aux États-Unis et a fait sa première au Phoenix Art Museum. Les deux expositions ont présenté des pièces datant du début du XXe siècle au début du XXIe siècle, réalisées par des stylistes et maisons de couture célèbres comme Mariano Fortuny, Jeanne Paquin, Jeanne Lanvin, Grès, Pierre Balmain, Jean Patou, Balenciaga, Emanuel Ungaro, Azzedine Alaïa, Jean Paul Gaultier, Gianfranco Ferré, Vivienne Westwood, Comme des Garçons, Yohji Yamamoto, Halston, James Galanos (en) et Ralph Rucci entre autres. L'exposition présentait également la collection de Tatiana Sorokko de sacs Hermès rares, en cuirs exotiques, ainsi que des bijoux exceptionnels du fameux joailler vénitien, Attilio Codognato.

## Style personnel
Le style personnel distinctif de Tatiana Sorokko et son exceptionnel sens de la mode ont fait couler beaucoup d'encre dans les médias américains et européens, et lui ont valu la réputation d'être une « icône de la mode »,. Mais c'est le magazine Vogue américain qui, il y a plus de dix ans, a reconnu l'influence de son style sur la mode et l'ont caractérisée avec des termes comme « iconoclaste à l'œil de lynx », « phare de la mode malgré elle » et « mannequin qui lance les modes ». Selon Style.com, le style de Tatiana Sorokko peut parfois être « subversif ». « Je porte mon chemisier devant-derrière et à l'envers », a-t-elle dit à un journaliste, en faisant référence à son chemisier haute couture de Yves Saint Laurent. Mais le plus souvent, son style est décrit comme « éternel ». « Ce style intemporel reflète son point de vue personnel », explique à ArtDaily Dennita Sewell, conservatrice de mode. « [Son] sens inné du style et sa grande expérience du mannequinat forgent ses choix et transcendent les tendances de la mode actuelle ». Selon Glenda Bailey, « Tatiana Sorokko est une icône non seulement en raison de son apparence mais également de sa perspective sur la mode. Cela fait d'elle une collaboratrice de mode exceptionnelle ». Tatiana Sorokko a figuré dans la liste internationale des « 100 les mieux habillées » de Vogue américain, et dans la liste des « femmes les mieux habillées de tous les temps » de Harper's Bazaar du numéro célébrant le 140e anniversaire du magazine. Elle a de nouveau figuré dans cette liste de Haprer's Bazaar en 2008, 2009, 2010 et 2011,.

## Vie privée
Tatiana Sorokko a rencontré puis épousé Serge Sorokko (en), promoteur immobilier et collectionneur d'art devenu marchand d'art et galeriste qui possède des galeries à San Francisco, New York et Beverly Hills. Elle a une belle-fille et réside avec son mari à San Francisco.